# Rancho Humo
Rancho Humo es una reserva ecológica de 1068 hectáreas, ubicada en Costa Rica, exactamente en la Cuenca baja del Río Tempisque, que corresponden al área de conservación. El trabajo de recuperación y protección de ecosistemas en la reserva se lleva a cabo de acuerdo a los objetivos de un plan de gestión aprobado por el Área de Conservación Tempisque del Ministerio de Ambiente, Energía y Telecomunicaciones de ese país. 
Los humedales de Rancho Humo son parte de la Convención Internacional de Ramsar
Tanto dentro como fuera de la reserva se pueden observar diferentes ecosistemas propios de ambientes secos tropicales, ecosistemas de humedal, manglares, además de una gran diversidad y variedad de flora y fauna como las garzas reales, los martinetes, halcones, patos, espátulas rosadas, el cigüeñón y el jabirú, el ave acuática más grande de Latinoamérica y que, en esta región, se encuentra en peligro de extinción.
En junio de 2010 Rancho Humo fue reconocido por United Nations Environment Programme UNEP, en el Informe Dead Planet, Living Planet – Biodiversity and Ecosystem Restoration for Sustainable Development. A Rapid Response Assessment.. Dicho informe señala a Rancho Humo como modelo de restauración de Humedales en Costa Rica,(Pág. 75).
En marzo de 2010 Rancho Humo recibió el máximo galardón del Programa Bandera Azul Ecológica, una política pública del gobierno de Costa Rica, creada para incentivar la protección del medio ambiente y fomentar acciones para enfrentar el drástico cambio climático. La reserva fue premiada en la categoría "Espacio Natural Protegido".
Desde el 20 de marzo de 2020, se ha tomado la difícil decisión de suspender temporalmente los servicios debido a preocupaciones de salud pública sobre el coronavirus COVID-19. La administración mantendrá informado a sus clientes tan pronto sea posible darles la bienvenida nuevamente para el disfrute de su abundancia natural.